# 逢坂あきら
逢坂 あきら（あいさか あきら、1970年2月7日 - 1995年）は、日本のAV女優。東京都出身。

## 出演作品
いずれもシャイ企画
- 美姫パート5（1995年1月31日）
- 新学園物語5（1995年2月24日）
- 狙われた女教師9（1995年3月28日）
- ヴィーナスバニー（1995年4月21日）
- 令嬢秘書（1995年5月27日）
- エンドレスメモリー（1995年6月30日）

### 書籍
- アクトレスDELUX VOL.2（リイド社）
- ザ・スパーク・ガールズ VOL.9（KKベストセラーズ）

### 雑誌
- スコラ 1994年11月10日号
- GiRi GiRi 第7集（アクションカメラ特別編集）1994年12月
- SUGAR 1995年01月号
- オレンジ通信 1995年02月号、04月号（浅川美保と対談）
- デラべっぴん 1995年03月号
- Dカップジャパン 1995年03月号、04月号、07月号
- morePAW 1995年04月号
- アップル通信 1995年05月号
- SUPER GALS NOW（シュベール出版）1995年07月号